# Ретропричинность
Ретропричинность (обратная причинность) — гипотетическое явление или процесс с обратной причинно-следственной связью, то есть явление или процесс, при котором следствие предшествует своей причине во времени.
Ретропричинность — это мысленный эксперимент в философии науки, в частности, в философии физики, в рамках которого исследуется, может ли будущее влиять на настоящее, а настоящее — на прошлое. Философские рассуждения и художественные произведения о путешествиях во времени рассматривают схожий круг вопросов, хотя путешествие во времени и обратная причинность не являются синонимами.
Одна часть дискуссий по поводу обратной причинности ведётся в рамках маргинальных теорий и лженауки, а другая часть — в рамках мейнстримных физических теорий, в которых исследуется взаимодействие элементарных частиц.

## Философия
Исследование причинности в философии восходит, по меньшей мере, к аристотелевскому анализу четырёх причин. В течение долгого времени считалось, что воздействие следствия на его причину содержит в себе логическое противоречие; как говорил Дэвид Юм, при рассмотрении двух взаимосвязанных событий причина по определению предшествует следствию.
В 1950-х годах Майкл Даммит писал, что на самом деле c философской точки зрения следствие может предшествовать причине во времени. Ему возражали философы Энтони Флю и Макс Блэк. Блэк приводил так называемый «аргумент неплательщика» (англ. bilking argument), согласно которому обратная причинность невозможна, поскольку наблюдающий следствие мог бы помешать осуществлению его причины. Более сложное обсуждение того, как вопрос о свободе воли соотносится с вопросами, поднятыми Блэком, вытекает из парадокса Ньюкома. Представители эссенциализма предложили другие теории, например, о существовании «подлинной причинной силы в природе»; также они высказывали сомнения о роли индукции в теории причинности.

## Физика
Несмотря на то, что способность влиять на прошлое может приводить к таким логическим противоречиям, как парадокс дедушки, такие противоречия могут быть преодолены наложением ограничений на условия путешествия во времени, например, через требование непрерывной последовательности действий из будущего в прошлое.
Такие аспекты современной физики, как, например, гипотетическое существование тахионов и некоторые времянезависимые аспекты квантовой механики, могут позволить частицам или информации путешествовать назад во времени. Ян Фэй из Копенгагенского университета утверждает, что логические возражения против макроскопического путешествия во времени не обязательно применимы к другим масштабам взаимодействия. Вместе с тем, даже если обратная причинность возможна, она может быть не способна производить следствия, отличные от тех, что получились бы из обычных причинно-следственных связей.

Время идёт слева направо в этой фейнмановской диаграмме аннигиляции электрон-позитронной пары. В ретропричинной интерпретации электрон (обозначенный как е^{−}) не уничтожается, а становится позитроном (е^{+}) и движется назад во времени.

Теория поглощения Уилера — Фейнмана, предложенная Джоном Уилером и Ричардом Фейнманом, использует ретропричинность и временную форму деструктивной интерференции, чтобы объяснить отсутствие сходящихся концентрических волн, существование которых предполагают некоторые решения уравнений Максвелла. Эти волны не имеют ничего общего с причиной и следствием: это просто математический способ описания обычных волн. Причина, по которой эта теория была предложена, состоит в том, что заряженная частица не должна воздействовать на саму себя, поскольку в классической электродинамике это приводит к бесконечной собственной силе.
Фейнман, и ранее Эрнст Штюкельберг, предложили интерпретацию позитрона как электрона, движущегося назад во времени, для объяснения решений уравнения Дирака, дающих отрицательную энергию. Электроны, движущиеся назад во времени, имеют положительный электрический заряд. Уилер применял понятие ретропричинности, чтобы объяснить идентичные свойства, общие для всех электронов, предполагая, что «все электроны — это один и тот же электрон» со сложной самопересекающейся мировой линией. Йоитиро Намбу позже применил ретропричинность для объяснения возникновения и аннигиляции всех пар частица-античастица, утверждая, что «в конечном счете, возникновение и аннигиляция пар, которые могут произойти сейчас или потом — это никакие не возникновение и не аннигиляция, а лишь изменение направления движения частиц — из прошлого в будущее или из будущего в прошлое». В настоящее время ретропричинная точка зрения принимается для отдельных областей микромира, однако она не имеет ничего общего с макроскопическими понятиями «причина» и «следствие», которые не применяются в описаниях микроскопических явлений, основанных на фундаментальных взаимодействиях.

### Относительность
Замкнутые времениподобные кривые, в которых мировая линия объекта пересекает саму себя, возникают из некоторых точных решений уравнения Эйнштейна. Хотя замкнутых времениподобных кривых, по-видимому, не существует при нормальных условиях, в экстремальных условиях пространства-времени, таких как кротовая нора, или в окрестностях некоторых космических струн, они, возможно, могут формироваться, что предполагает теоретическую возможность ретропричинности. До настоящего времени ни экзотическая материя, ни топологические дефекты, необходимые для возникновения таких экстремальных условий, наблюдениями не зафиксированы. Кроме того, Стивен Хокинг предложил механизм, который он называет «гипотезой о защищённости хронологии», который привёл бы к уничтожению любой такой замкнутой времениподобной кривой до того, как ею можно было бы воспользоваться. Эти и другие возражения против существования замкнутых времениподобных кривых не являются общепризнанными.

### Квантовая физика
Ретропричинность иногда ассоциируют с квантовой нелокальностью, которая возникает из квантовой запутанности, в том числе с известным частным случаем квантового ластика с отложенным выбором. Однако проверка нелокальных корреляций требует передачи сигнала на досветовой скорости: теорема о запрете сверхсветового сигнала не допускает передачи информации на сверхсветовой скорости, а фундаментальные описания материи и сил необходимо осуществлять в рамках квантовой теории поля, в которой пространственно-разделённые операторы коммутируют. Концепции квантовой запутанности, которые не связаны с ретропричинностью, подчёркивают, что опыты, демонстрирующие нелокальную корреляцию частиц, с равным успехом могут быть интерпретированы в других системах отсчёта, с другим порядком измерений «причин» и «следствий», что необходимо для соответствия специальной теории относительности. Нелокальная квантовая запутанность вполне может быть описана без применения ретропричинности, если надлежащим образом учитывать состояния системы. Эксперименты физика Джона Креймера, направленные на изучение различных предлагаемых методов нелокальной или ретропричинной квантовой корреляции, до настоящего времени показывали невозможность передать нелокальные сигналы.
Ретропричинность также используется в формализме с двумя векторами состояния в квантовой механике, в котором текущее квантовое состояние характеризуется сочетанием прошлого и будущего квантовых состояний.

### Тахионы
Гипотетические сверхсветовые частицы, называемые тахионами, имели бы пространственно-подобную траекторию, а значит, могли бы двигаться назад во времени с точки зрения наблюдателей в некоторых системах отсчёта. Несмотря на то, что в научной фантастике тахионы часто изображаются как возможное средство для отправки сообщений обратно во времени, теория предсказывает, что тахионы не могут взаимодействовать с обычными тардионами таким образом, чтобы это могло нарушить принцип причинности. В частности, принцип реинтерпретации Джеральда Фейнберга делает невозможным строительство тахионного детектора, способного принимать информацию.

## В маргинальных теориях
Парапсихолог Гельмут Шмидт представил квантово-механическое обоснование обратной причинности, в конечном счёте утверждая, что эксперименты продемонстрировали возможность манипулировать радиоактивным распадом через ретропричинный психокинез. Эти результаты и лежащая в их основе теория были отвергнуты научным сообществом, хотя они получают некоторую поддержку от представителей маргинальной науки.
Попытки показать связь ретропричинности с исцелением верой также были опровергнуты научными методами.
Один из экспериментов психолога Дэрила Бема обсуждается в статье Ричарда Шоупа. В эксперименте Бема испытуемому показывают две занавески и просят угадать, за какой из них есть картинка. Большинство результатов были неотличимы от статистически вероятных (50 %), но более высокие результаты были получены для эротических изображений — 53,1 %.